# Судья (история России)
Судья — должностное лицо, чиновник, стоявший во главе государственного учреждения — приказа в Московском царстве XVI—XVII вв.
Судья назначался царем по приговору боярской думы. Иногда, ввиду особой важности учреждения и большого объёма дел, назначалось несколько судей. В помощь судьи в приказе был штат дьяков и подьячих.
Если проводить современную аналогию, должность судьи была аналогична должности министра, дьяки были своего рода главами департаментов, подьячии были рядовыми служащими, на них лежала вся основная часть работы.